# دیان گنچف
دیان گنچف (بلغاری: Диян Генчев؛ زادهٔ ۸ فوریهٔ ۱۹۷۵) بازیکن فوتبال اهل بلغارستان است.
از باشگاه‌هایی که در آن بازی کرده است می‌توان به باشگاه فوتبال لوکوموتیو صوفیه و باشگاه فوتبال آستانه اشاره کرد.